# GL events

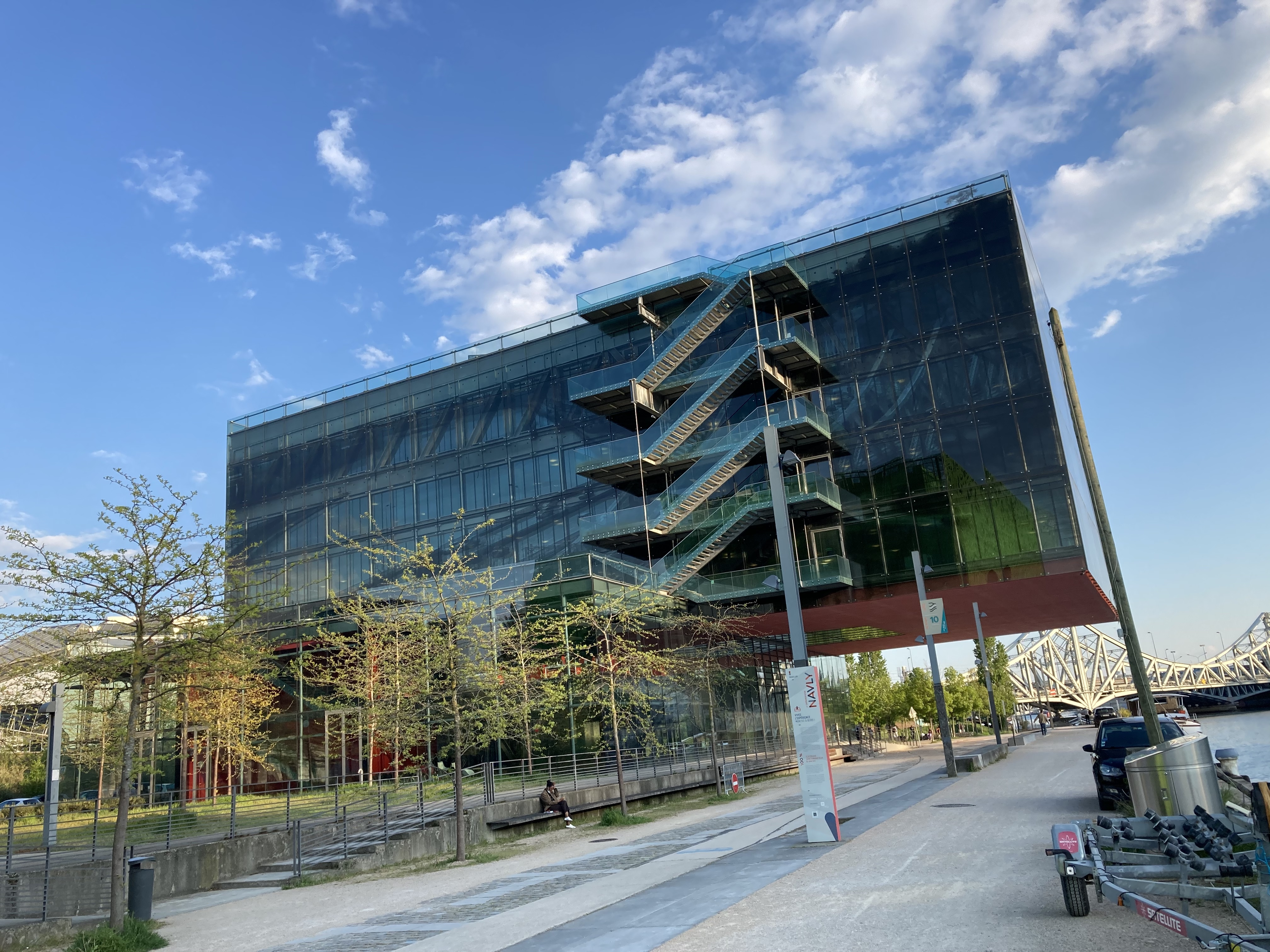
Le siège social du groupe événementiel GL events se situe dans le quartier de la Confluence, à Lyon, en bord de Saône.

GL events est une entreprise spécialisée dans le secteur de l’événementiel, fondée en 1978, sous le nom de Polygones Services, par Olivier Ginon et trois de ses amis, Olivier Roux, Gilles Gouédard-Comte et Jacques Danger. Elle est cotée à la bourse de Paris depuis 1998.

## Historique
Son siège social se situait à Brignais dans le Rhône et il se situe depuis 2014 dans le quartier lyonnais de La Confluence. Le bâtiment a été conçu par l’architecte Odile Decq avec un porte-à-faux de 28 mètres surplombant les quais.
L’entreprise gère une cinquantaine de sites événementiels, en France et à l’étranger. Elle est implantée dans plus de 25 pays différents, dont le Japon ou le Brésil .
Le groupe possède en France différentes filiales qui lui permettent d’être présent sur des événements comme Créatifs en région parisienne.
GL events est le prestataire de manifestations internationales, notamment des événements sportifs comme les Jeux Olympiques du Japon en 2021, les Jeux du Commonwealth à Birmingham en 2022 ou la coupe du monde de rugby de 2023, dont le groupe est sponsor officiel. L’entreprise était également partenaire officiel des Jeux Olympiques et Paralympiques de Paris 2024.
GL events est chargé de la conception et de la construction du Grand Palais éphémère de Paris.
Mediapart a pointé GL events pour avoir effectué des remises au candidat Emmanuel Macron lors de l'élection présidentielle de 2017. La totalité des remises faites sur la Mutualité correspond à 26 % de l'ensemble des dépenses relatives à l'événement. Il s'agit d'une « remise usuelle en période estivale à Paris par les gestionnaires de sites événementiels, dans un contexte de concurrence très forte et de faible activité pendant la période d'été ». Ces remises ont finalement été jugées « acceptables » par la Commission nationale des comptes de campagne et des financements politiques (CNCCFP),.
Le groupe comprend plusieurs divisions : la division Industrie, la division mode, avec les événements Première Vision et Tranoï par exemple, et enfin la division Food avec les salons de la marque Sirha Food.
En 2020, les activités de l'entreprise sont fortement affectées par la pandémie de Covid-19 avec un résultat opérationnel en perte de 43 millions d’euros sur le premier semestre 2020.
GL events a tourné la page de la pandémie Covid-19 en participant à l'organisation des Jeux Olympiques et Paralympiques de Paris 2024 notamment en fournissant des tribunes, en assurant l’équipement technique de plusieurs sites et en aménageant le site du château de Versailles. Le contrat lié à cette opération est estimé à 360 millions d’euros.
Le 5 août 2025, GL events a pris la relève du consortium Vinci-Bouygues en devenant concessionnaire du Stade de France pour une durée de 30 ans. Ce changement marque la fin de la concession détenue par le duo jusqu’au 4 août 2025. Le duo détenait cette concession depuis 1995.